# HMS Dominion
O HMS Dominion foi um couraçado pré-dreadnought operado pela Marinha Real Britânica e a terceira embarcação da Classe King Edward VII. Sua construção começou em maio de 1902 nos estaleiros da Vickers em Barrow-in-Furness e foi lançado ao mar em agosto do ano seguinte, sendo comissionado na frota britânica em agosto de 1905. Era armado com uma bateria principal de quatro canhões de 305 milímetros montados em duas torres de artilharia duplas, possuía um deslocamento de mais de dezessete mil toneladas e alcançava uma velocidade máxima de dezoito nós.
O Dominion teve um início de carreira relativamente tranquilo, servindo primeiro na Frota do Atlântico e depois na Frota Doméstica. Em 1912 ele e seus irmãos atuaram no Mar Mediterrâneo durante a Primeira Guerra Balcânica. A Primeira Guerra Mundial começou em 1914 e o navio passou a maior parte do conflito realizando patrulhas pelo Mar do Norte como parte da Grande Frota, porém nunca chegou a entrar em combate. Foi descomissionado em maio de 1918, sendo usado como um alojamento flutuante até ser descartado em 1919 e posteriormente desmontado em 1924.